# Joan Marí de la Fuente
Joan Marí de la Fuente (Formentera, 1964) és un periodista formenterenc.
Fou el director del setmanari El Temps i ha treballat al Periódico de Catalunya i al Diari de Balears. És membre de la Societat Catalana de la Comunicació i membre fundador del Sindicat de Periodistes de les Illes Balears. Actualment és el cap de Gabinet de Direcció de Televisió de Catalunya, on anteriorment havia desenvolupat diferents responsabilitats en el departament d'Estudis i Atenció a l'Espectador de Televisió de Catalunya.

## Llibres publicats
- 2003: Eating & Drinking in Formentera. 50 bars & restaurants chosen with independent criteria.
- La guia RACC de la Comunidad valenciana: 16 rutas para recorrer la Comunidad Valenciana en automóvil.